# محمد فتحي محمد علي
محمد فتحي محمد علي هو وزير التعليم العالي والبحث العلمي في مصر خلال الفترة من 9 سبتمبر 1985 إلى 9 نوفمبر 1986.